# Festa salvatge
Festa salvatge  (títol original: The Wild Party ) és una pel·lícula estatunidenca dirigida per James Ivory, estrenada el 1975. Ha estat doblada al català.

## Argument
The Wild Party: El poeta James Morrison ha estat ferit de bala a la laringe en una gran vesprada donada a Hollywood el 1929 per l'actor Jolly Grim i la seva bella amant Queenie. Conta a la policia el que ha succeït.
La pel·lícula és una adaptació de la peça en vers homònima de Joseph Moncure March apareguda el 1928 i transposada al medi cinematogràfic i reprenent nombrosos elements de la vida de Roscoe Arbuckle.
«Aquesta pel·lícula barreja de manera desastrosa el text de March i l'assumpte de violació que va arruïnar la carrera de l'actor còmic Fatty Arbuckle. » Art Spiegelman

## Repartiment
- James Coco: Jolly Grimm
- Raquel Welch: Queenie
- Perry King: Dale Sword
- Tiffany Bolling: Kate
- Royal Dano: Tex
- David Dukes: James Morrison
- Christina Ferra-Gilmore: Nadine
- Eddie Lawrence: Kreutzer
- Bobo Lewis: Wilma
- Don De Natale: Jackie
- Dena Dietrich: Sra. Murchison
- Regis Cordic: M. Murchison
- Jennifer Lee: Madeline True
- Mews Small: Bertha
- Baruch Lumet: el sastre